# روبرتو جونيور
روبرتو جونيور هو لاعب كرة قدم برازيلي في مركز الدفاع، ولد في 28 مايو 1983 في ساو باولو في البرازيل. شارك مع منتخب هونغ كونغ لكرة القدم. أما مع النوادي، فقد لعب مع نادي إيسترن سبورتس ونادي بوتافوغو اس بي ونادي سانتوس ونادي سون هي.

## وصلات خارجية
- روبرتو جونيور على موقع ناشيونال فوتبول تيمز (الإنجليزية)
- روبرتو جونيور على موقع Soccerway.com (الإنجليزية)